# Château de Rosvilliou
Le chateau de Rosvilliou est situé sur la commune de Duault en France.

## Localisation
Le château est situé sur la commune de Duault  dans le département des Côtes-d'Armor, dans la région Bretagne.

## Description
Le château est construit suivant une ordonnance symétrique, le pavillon central droit est couronné d'une fenêtre à lanternons et abrite l’escalier. Il est difficile de distinguer la partie Renaissance de celle XVIIe siècle car les siècles a rendu semblable leur apparence. Toutefois de nombreux détails tel que la bretèche en encorbellement figurant à l'arrière du bâtiment, ou encore la corniche à denticule asymétrique permettent de distinguer les deux époques. À l'intérieur escalier rampe-sur-rampe,,.

## Historique
Le château a été construit dans le quatrième quart du XVIe siècle et dans la deuxième moitié du XVIIIe siècle  pour sa partie sud ; le premier seigneur de Rosvillou connu est Charles Maurice Bahezre, seigneur de Kerfichant et lieutenant général de Carhaix, fils de Guillaume Bahezre et de Gilette de la Boissière. La seigneurie de Kerfichant, relativement puissante, possédait des terres sur Duault, dont une ancienne résidence de chasse qu’il transforma (1605 à 1610) en l'un des premiers châteaux non militaire de Bretagne. Le château passe des Bahezre aux Fleuriot en 1624,.
Il fut habité par la famille de Langle au XVIIIe siècle.
Il est inscrit au titre des monuments historiques par arrêté du 22 janvier 1927.

## Au cinéma
Le tournage de Rosalie commence le 6 octobre 2022 en Bretagne, précisément aux Forges des Salles (Kreiz Breizh) — qu'a découverts la réalisatrice grâce à l’émission des racines et des ailes —, « alors qu'elle cherchait un endroit dans les Vosges, elle s’est finalement écrié : c’est là où se passe tout mon scénario, raconte Emmanuelle du Pontavice, propriétaire de l'ancien village »,, à Duault (Côtes-d'Armor) pour le manoir de Rosviliou transformé en orphelinat et à Concarneau (Finistère) pour le château de Kériolet au profit de la salle des gardes, d'où la scène du banquet ayant réuni une cinquantaine de figurants bretons,. Il s'achève au début de décembre.